# Lasconotus knulli
Lasconotus knulli là một loài bọ cánh cứng trong họ Zopheridae. Loài này được Stephan miêu tả khoa học năm 1989.